# Peperomia quadricoma
Peperomia quadricoma är en pepparväxtart som beskrevs av William Trelease. Peperomia quadricoma ingår i släktet peperomior, och familjen pepparväxter. Inga underarter finns listade i Catalogue of Life.